# Thanassakis, le politicien
Pour plus de détails, voir Fiche technique et Distribution.
Thanassakis, le politicien (Θανασάκης ο πολιτευόμενος (Thanassakis o politevomenos)) est un film grec réalisé par Alékos Sakellários et sorti en 1954.

## Synopsis
Meletis (Dinos Iliopoulos) vend des fruits et légumes. Il a réussi à envoyer sa sœur Mary (Anna Synodinou) étudier en Suisse. Elle revient très snob. Un jeune homme Athanasios Govotsos (Vyron Pallis) qui a fait des études de sciences politiques à l'étranger, la demande en mariage. Meletis y consent et verse la dot. Cependant, il découvre qu'il ne partage pas les opinions politiques du jeune homme, à l'inverse de sa sœur. Athanasios se présente trois fois aux élections et échoue à chaque fois. C'est alors que Mary exige que son frère vende sa boutique pour aider financièrement le futur époux. En effet, celui-ci a investi (et perdu) l'intégralité de la dot dans le financement de ses campagnes électorales. Il est finalement obligé de trouver un « vrai » métier pour assurer le revenu de son ménage.

## Fiche technique
- Titre : Thanassakis, le politicien
- Titre original : Θανασάκης ο πολιτευόμενος (Thanassakis o politevomenos)
- Réalisation : Alékos Sakellários
- Scénario : Alékos Sakellários et Christos Giannakopoulos d'après leur pièce homonyme
- Direction artistique :
- Décors : Nikos Zografos
- Costumes :
- Photographie : Mihallis Gaziadis
- Son : Nikos Martinis
- Montage : Christos Spentzos
- Musique : Mihalis Souyoul (en)
- Production :  Gloria Film et Spentzos Film
- Pays d'origine :  Grèce
- Langue : grec
- Format :  Noir et blanc - Mono
- Genre : Comédie
- Durée : 86 minutes
- Dates de sortie : 1954

## Distribution
- Dinos Iliopoulos (el)
- Anna Synodinou (en)
- Byron Pallis (el)
- Kakia Panagiotou (el)
- Joly Garbi (en)
- Despo Diamantidou